# 31862 Garfinkle
31862 Garfinkle è un asteroide della fascia principale. Scoperto nel 2000, presenta un'orbita caratterizzata da un semiasse maggiore pari a 2,3765297 UA e da un'eccentricità di 0,1379013, inclinata di 8,64812° rispetto all'eclittica.